# シティ・スタジアム (グリーンベイ)
シティ・スタジアム（City Stadium）は、アメリカ合衆国ウィスコンシン州グリーンベイにあるアメリカンフットボールのスタジアムである。グリーンベイ東高校の敷地北部にある。1925年から1956年までNFLのグリーンベイ・パッカーズの本拠地であった。改装後、スタジアムは小型化されたが、引き続きグリーンベイ東高校のアメリカンフットボールチームがホームスタジアムとして使用している。1925年以前は、パッカーズは近隣のハーゲマイスター・パーク（グリーンベイ東高校の敷地そのもの）とベレビュー・パークでホーム試合を行っていた。

## 歴史
シティ・スタジアムは、グリーンベイ東高校の裏手、イースト川沿いに建てられ、蹄鉄の形をした木造のスタンドがあったものの、当初はトイレが設置されていなかった。パッカーズの選手は、高校の校舎をロッカールームとして使用していたが、ビジターチームの選手は試合前に宿泊しているホテル（通常はホテルノースランド）で着替えることが多かった。収容人数は当初6,000人だったが、徐々に拡大され、25,000人にまでなった。パッカーズは、1929年、1930年、1931年、1936年、1939年、1944年のNFLチャンピオンシップを含め、シティ・スタジアムで88勝41敗7分（0.673）の成績を収めた。
パッカーズは、世界恐慌が深刻化した1933年から、ホームゲームの一部をミルウォーキーで行うようになった。1933年にボーカート・フィールドで1試合を行って以降、1934年から1951年まではウェストアリスのステート・フェア・パーク、1952年はマーケット・スタジアムで、毎年2～3試合のホーム試合を開催していた。1953年にミルウォーキー・カウンティ・スタジアムがオープンして以降は、カウンティ・スタジアムで試合を行っており、これは1994年まで続いた。
1950年代になると、シティ・スタジアムがグリーンベイ東高校の敷地とイースト川に挟まれた限られた用地に建てられていたことから、これ以上の拡大ができなくなっていた。そのことがネックとなり、ジョージ・ハラスをはじめとしたNFLの首脳陣は、パッカーズの理事会宛てに、新スタジアムの建設か、ミルウォーキーへの本拠地移転かの判断を迫った。
1956年4月、グリーンベイ市民は、新スタジアム建設のための債券発行を70.3％の賛成で承認し、同年10月より建設が開始された。新しい「シティ・スタジアム」は1957年9月27日にオープンした。その後、1965年8月には、直前に亡くなったチーム創設者のカーリー・ランボーの名誉を称え、「ランボー・フィールド」と改称している。

## パッカーズ移転後

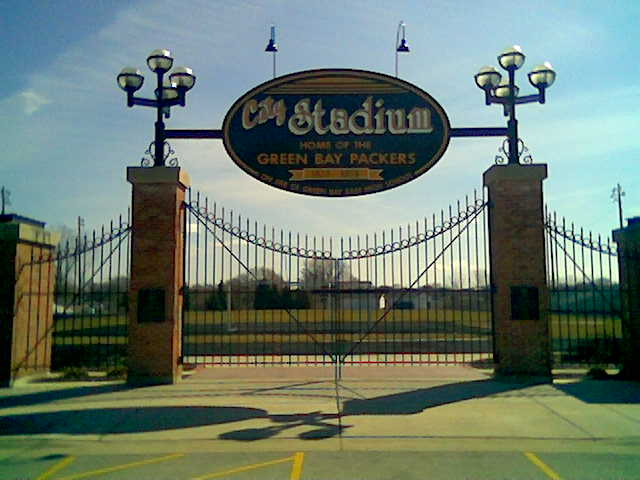
スタジアム入口

パッカーズが移転して以降、スタジアムの歴史を示すモニュメントなどが設置されている。2008年の改修前までは、イースト・スタジアムやオールド・シティ・スタジアムなどと呼ばれることが多かった。
2005年には、第100回目となるグリーンベイ東高校対グリーンベイ西高校のグリーンベイ東西対抗フットボールゲームが行われた。試合には約8,000人の観客が詰め掛け、56対8で東高校が西高校に勝利した。
2007年7月31日、ランボー・フィールド開場50周年を記念し、パッカーズはシティ・スタジアムで練習を行った。
2008年夏、スタジアムの設備の多くが1960年代以前のもので、安全面に問題があったことから、プレスボックス、フィールドの観客席、ゴールポストなどが新しい設備へと改装された。また、フィールドは2017年から人工芝となっている。開場当初で今なお残っている設備は、スタジアムの角にある機材小屋のみとなっている。
アメリカンフットボール以外では、サッカーの試合も開催されている。2004年までは、グリーンベイ東高校とプレブル高校がサッカープログラムを行っていた。